# Режимы измерений на СТМ
Режимы измерений на СТМ (англ. STM operation modes) — в сканирующей туннельной микроскопии (СТМ) есть пять основных варьируемых параметров. Это горизонтальные координаты x и y, высота z, напряжение смещения V и туннельный ток I. В зависимости от того, как эти параметры варьируются, выделяют три основных режима измерений на СТМ: 1) режим постоянного тока, в котором I и V поддерживаются постоянными, x и y меняются в ходе сканирования иглы, а z измеряется; 2) режим постоянной высоты (также называемый режимом токового изображения), в котором z и V поддерживаются постоянными, x и y меняются в ходе сканирования, а I измеряется; 3) сканирующая туннельная спектроскопия (СТС), являющаяся целым набором режимов, в которых варьируется V.

## Описание
Режим постоянного тока — наиболее часто используемый режим получения картин СТМ. В этом режиме игла движется вдоль поверхности образца при постоянных значениях напряжения и тока. Для поддержания постоянной величины тока при фиксированном напряжении система слежения постоянно подстраивает вертикальное положение иглы, варьируя напряжение Vz на z-пьезоэлектрическом элементе. В идеальном случае гомогенной (с электронной точки зрения) поверхности постоянство тока означает неизменность величины промежутка между иглой и поверхностью, т. е. в ходе сканирования траектория иглы повторяет все особенности топографии поверхности (рис. а). Высоту элементов рельефа поверхности прямо определяют из величины Vz. В результате таких измерений получают значения высоты рельефа поверхности как функции положения иглы z(x, y).
В режиме постоянной высоты сканирование поверхности иглой проводят при постоянном напряжении Vz на z-пьезоэлектрическом элементе, а измеряют туннельный ток I как функцию положения иглы (рис. б). Напряжение между иглой и образцом V поддерживается постоянным, а обратная связь следящей системы отключена. В этом случае выпуклости на поверхности будут отражаться в повышенных значениях туннельного тока, когда над ними будет проходить игла. В этом режиме сканирование иглы можно вести со значительно большей скоростью по сравнению с режимом постоянного тока, так как от следящей системы не требуется реакции на все особенности поверхности, проходящие под иглой. Эта возможность особенно ценна при изучении динамических процессов в реальном масштабе времени, в частности, при съемке СТМ-видео. Недостаток — трудность количественного определения высот рельефа из изменения туннельного тока.
Сканирующая туннельная спектроскопия (СТС) — набор методов сканирующей туннельной микроскопии, в которых путем варьирования напряжения между иглой и образцом получают информацию о локальной электронной структуре исследуемой поверхности.

## Источник
- Оура К., Лифшиц В. Г., Саранин А. А. и др. Введение в физику поверхности / Под ред. В. И. Сергиенко. — М.: Наука, 2006. — 490 с.